# Astipalea
Astipaleja ili Astipalaja (grčki: Αστυπάλαια) je grčki otok i općina iz otočne skupine Dodekanez u istočnom Egeju. 
Na otoku živi 1.238 stanovnika po popisu iz 2001. godine. Upravno sjedište otoka i nekadašnja glavna luka je Astipaleja ili Hora, kako po grčkom običaju mještani zovu glavno otočko naselje. Nova glavna pomorska luka izgrađena je u mjestu Agios Andreas na sredini otoka, iz nje prometuju brodovi za Pirej i ostale otoke Dodekaneza. Otok ima i zračnu luku pored sela Maltezana. Otok je bio znan i po svom talijanskom imenu Stampalia te turskom: İstanbulya.

## Zemljopisne odlike
Otok na najdužem dijelu ima 18 km, a širok je 13 km, površine 97 km ² (cijeli arhipelag ima 114 km ²). U sastavu općine Astipaleja su i brojni manji nenaseljeni otočići oko njega: Agia Vilko, Avgo, Glino, Zaforas, Kunupoi, Kucomiti, Mesonisi, Ofidusa, Plakida, Pontikusa, Stefania, Sirna, Fokionisia, Kondro i Kondronisi (svi su nenastanjeni a najveći su Sirna i Ofidusa). Obale otoka su kamenite ali ima i brojnih malih malih pješčanih plaža. Astipaleja ima oblik leptirovih krila, uska prevlaka, dijeli otok na dva dijela. Zapadni dio je veći, na njemu se nalazi i najviši vrh od 482 m.
Najveća otačka naselja su : Astipaleja (ili Hora (1.036), Analipsi ili Maltezana (149), Livadi (39), Vati (14). Sve do kraja |19. stoljeća Hora je bila jedino naselje na otoku.

## Povijest
Astipaleja svoje ime duguje grčkoj mitologiji, naime i Astipalaja je bila jedna od brojnih žena u koju se zagledao Posejdon, on ju je oteo i obljubio u obliku krilate ribe s torzom leoparda. Otok su kolonizirali iseljenici iz grada Megare na Atici i podigli svoj polis, od kojeg su ostali brojni tragovi. I za vrijeme rimske vladavine Astipalea je zadržala svoju autonomiju.  
Za srednjeg vijeka otok je pod vlašću Bizanta sve do 1207. godine, kada je nakon Četvrtog križarskog rata postao feudalni posjed mletačke plemićke obitelji Querini, kao naknada za njihov angažman u ratu. Queriniji su otokom vladali sve do 1522. godine, za voje vladavine sagradili su kaštel (stoji i danas) te dodali ime otoka svom prezimenu. Od tad su postali  Querini Stampalia (od Astipalea). Nakon njih, otokom vladaju Turci, sve do 1912. godine, uz dva kraća razdoblja - od 1648. do 1668. godine otok je okupirala Mletačka Republika za vrijeme Kandijskog rata za Kretu, te od 1821. do 1828. godine, kad se i Astipalea pridružila grčkim pobunjenicima tijekom Grčkog rata za neovisnost.
Međutim Mirovnim ugovorom iz Edirnea otočna skupina Dodekanez pripala je Osmanskom carstvu 1829. godine. Talijanski mornarički odred zauzeo je Astipaleju 12. travnja 1912. godine (za vrijeme rata u Talijansko-turskog rata za Libiju), ona je bila prvi otok iz 
Dodekaneza koji je okupiran od strane Kraljevine Italije, on im je poslužio kao odskočna daska za okupaciju ostalih otoka Dodekaneza.  Iz Astipaleje su Talijani, u noći između 3. i 4. svibnja, izvršili desant na otok Rodos. Otok je ostao pod talijanskom upravom sve do iza Drugog svjetskog rata. Nakon rata je 1947. godine, zajedno s cijelim Dodekanezom ušao u sastav Kraljevine Grčke.

### Mirovni ugovor iz 105. god. prije Krista s Rimskim Carstvom
Mirovni ugovor koji je Astipaleja potpisala s Rimom 105. pr. Kr., pronašli su arheolozi te je on postao važan dokument za proučavanje političkih prilika onog vremena.
Glavna značajka ovog sporazuma je formalna pretpostavka potpune jednakosti između Rima i Astipaleje. Po tom ugovoru Astipaleja ne bi pružala pomoć neprijateljima Rima ili dozvoljavala prolaz neprijateljskih snaga preko svoje teritorije ili područja koje je ona kontrolirala, isto to jamčili su i Rimljani. Ugovorne snage dogovorile su se i o međusobnoj vojnoj pomoći u slučaju napada.
Kad se čita tekst sporazuma ima se dojam kao da se radi o dogovoru partnera istih snaga, u stvarnosti je to bio tipski obrazac ugovora koji je tadašnji Rimski imperij, koji je već gospodario Sredozemljem nudio svim vazalnim državama, a koji je Rimu osiguravao prevlast. Ipak ovo je samo pretpostavka, jer sličan ugovor nije pronađen, - pa ostaje mogućnost da je Astepaleja imala eksluzivan ugovor s Rimom.

## Poznate osobe
- Onesikrit (oko 360. – oko 290. pr. Kr.), grčki povjesničar i filozof – kinik.

## Pogledajte i ovo
- Dodekanez

## Vanjske poveznice
- Službene stranice općine Astipaleja (engl.) (grč.)
- Stranice otoka Astipaleja (engl.)